# Bundestagswahlkreis Mannheim II
Der Bundestagswahlkreis Mannheim II war von 1965 bis 2002 ein Wahlkreis in Baden-Württemberg. Er umfasste zuletzt von der kreisfreien Stadt Mannheim die Stadtbezirke Friedrichsfeld, Lindenhof, Neckarau, Neuostheim/Neuhermsheim, Rheinau und Seckenheim sowie vom Rhein-Neckar-Kreis die Gemeinden Edingen-Neckarhausen, Heddesheim, Hemsbach, Hirschberg, Ilvesheim, Ladenburg, Laudenbach, Schriesheim und Weinheim.
Der Wahlkreis Mannheim II ging 1965 aus dem Vorgängerwahlkreis Mannheim-Land hervor, der den damaligen Landkreis Mannheim umfasste. Zur Bundestagswahl 2002 wurde der Wahlkreis Mannheim II aufgelöst und sein Gebiet auf die Wahlkreise Mannheim und Heidelberg aufgeteilt. Die letzte direkt gewählte Abgeordnete des Wahlkreises war Konstanze Wegner (SPD).

## Wahlkreissieger
| Jahr | Name                      | Partei | Erststimmen |
| ---- | ------------------------- | ------ | ----------- |
| 1998 | Konstanze Wegner          | SPD    | 46,9 %      |
| 1994 | Klaus Dieter Reichardt    | CDU    | 45,5 %      |
| 1990 | Roswitha Wisniewski       | CDU    | 45,0 %      |
| 1987 | Roswitha Wisniewski       | CDU    | 46,3 %      |
| 1983 | Roswitha Wisniewski       | CDU    | 49,8 %      |
| 1980 | Hans Georg Schachtschabel | SPD    | 48,1 %      |
| 1976 | Hans Georg Schachtschabel | SPD    | 46,8 %      |
| 1972 | Hans Georg Schachtschabel | SPD    | 51,9 %      |
| 1969 | Hans Georg Schachtschabel | SPD    | 47,2 %      |
| 1965 | Paul Kübler               | SPD    | 43,6 %      |
| 1961 | Helmut Artzinger          | CDU    | 42,8 %      |
| 1957 | Hermann Lindrath          | CDU    | 49,9 %      |
| 1953 | Hermann Lindrath          | CDU    | 38,1 %      |
| 1949 | Richard Freudenberg       | unabh. | 43,7 %      |

Bei der Bundestagswahl 1949 hatte die DVP auf die Aufstellung eines eigenen Direktkandidaten verzichtet und zur Wahl des parteilosen Kandidaten Richard Freudenberg aufgerufen.

## Wahlkreisgeschichte
| Wahl      | Wahlkreisname     | Gebiet |
| --------- | ----------------- | --- |
| 1949      | 6 Mannheim-Land   | Landkreis Mannheim |
| 1953–1961 | 180 Mannheim-Land | Landkreis Mannheim |
| 1965–1976 | 180 Mannheim II   | Von Mannheim die Stadtbezirke Friedrichsfeld, Lindenhof, Neckarau, Neuostheim/Neuhermsheim, Rheinau, Seckenheim, Feudenheim und Wallstadt, vom Landkreis Mannheim das Gebiet der heutigen Gemeinden Edingen-Neckarhausen, Heddesheim, Hemsbach, Hirschberg, Ilvesheim, Ladenburg, Laudenbach, Schriesheim und Weinheim |
| 1980–1998 | 180 Mannheim II   | Von Mannheim die Stadtbezirke Friedrichsfeld, Lindenhof, Neckarau, Neuostheim/Neuhermsheim, Rheinau und Seckenheim, vom Rhein-Neckar-Kreis die Gemeinden Edingen-Neckarhausen, Heddesheim, Hemsbach, Hirschberg, Ilvesheim, Ladenburg, Laudenbach, Schriesheim und Weinheim                                            |